# Gypsophila capillaris
Gypsophila capillaris är en nejlikväxtart. Gypsophila capillaris ingår i släktet slöjor, och familjen nejlikväxter.

## Underarter
Arten delas in i följande underarter:
- G. c. capillaris
- G. c. confusa

## Bildgalleri

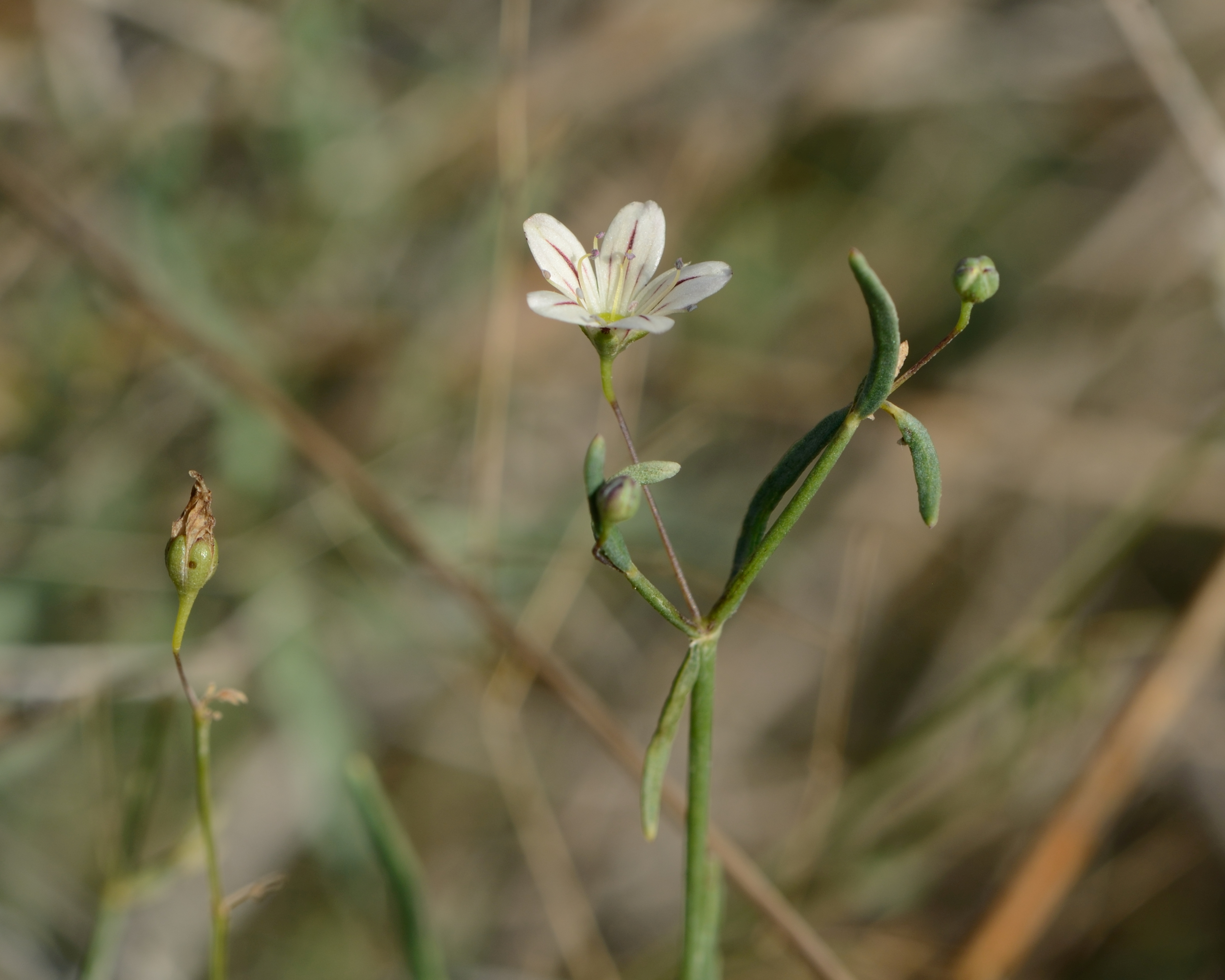